# Unwound
Unwound ( /'ʌnˌwaʊnd/) es un cuarteto estadounidense de post-hardcore proveniente de Tumwater/Olympia, parte del estado de Washington. Conformado en 1988 bajo el nombre de Johnson, Johnson and Johansson, la banda consistía del guitarrista, vocalista y cantautor Justin Trosper, el bajista Vern Rumsey, y Brandt Sandeno como baterista, los cuales provenían de una banda llamada Giant Henry. Sandeno abandonó el grupo en 1992, siendo reemplazado por Sara Lund. Esta alineación del grupo sería la permanente hasta su separación en el 2002. Junto a sus contemporáneas y coterráneas Sleater-Kinney, Unwound fue considerada como la banda más representativa del sello discográfico Kill Rock Stars en la década de los 90s, ya que ninguna otra banda lanzó material por medio de este tanto como estas dos agrupaciones.

## Discografía

### Álbumes
- Fake Train (Kill Rock Stars, 1993)
- New Plastic Ideas (Kill Rock Stars, 1994)
- The Future of What (Kill Rock Stars, 1995)
- Unwound (lanzamiento abortado del primer álbum de la banda en 1992; Punk In My Vitamins?/ Honey Bear, 1995)
- Repetition (Kill Rock Stars, 1996)
- Challenge for a Civilized Society (Kill Rock Stars, 1998)
- Further Listening (compilación) (Rebel Beat Factory [Japón], Matador Europe [Europa], 1999)
- A Single History: 1991–1997 (compilación de sencillos) (Kill Rock Stars, 1999)
- Leaves Turn Inside You (álbum doble) (Kill Rock Stars, 2001)

### EP
- The Light at the End of the Tunnel Is a Train (Kill Rock Stars, 1997)
- Live in London (1999) (bootleg semioficial)

### Sencillos
- "Caterpillar" (Kill Rock Stars, 1991)
- "Kandy Korn Rituals" (Kill Rock Stars, 1992)
- "Unwound" (Gravity Records, 1993)
- "MKUltra" (Kill Rock Stars, 1994)
- "Negated" (Troubleman Unlimited, 1994)
- Sencillo conjunto con Steel Pole Bath Tub (Honey Bear Records, 1996)
- "Corpse Pose" (Kill Rock Stars, 1996)
- Sencillo conjunto con Versus (Troubleman Unlimited, 1999)